# Vartan Hovanesian

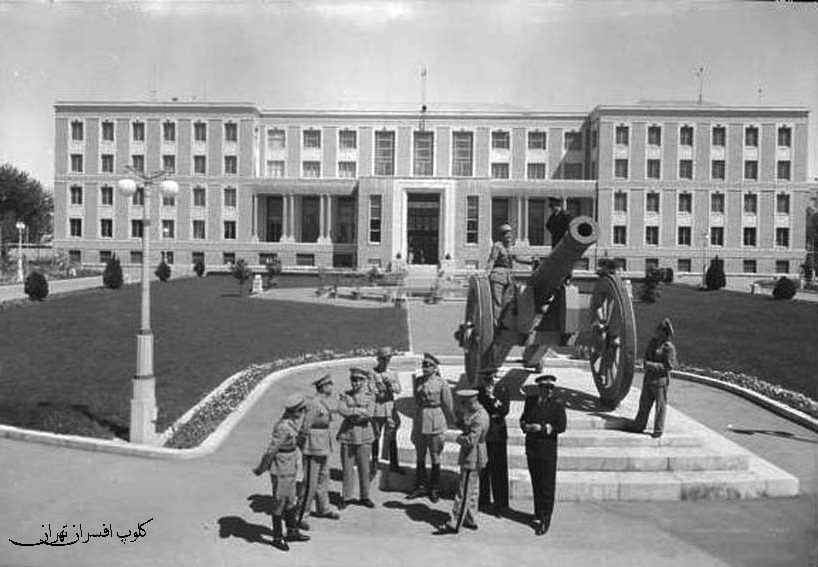

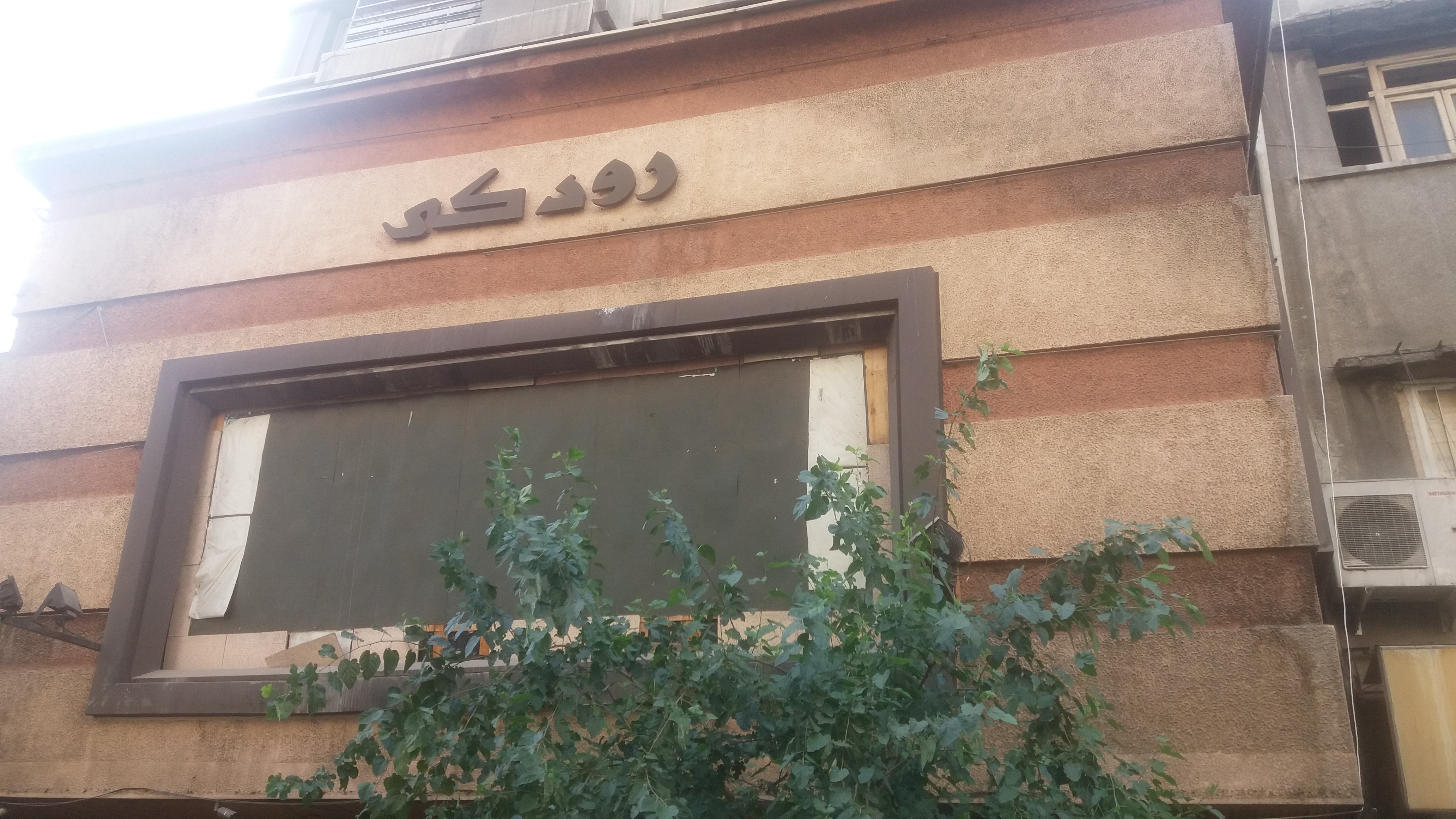

Vartan Hovanesian (en arménien : Վարդան Յովհանիսեան ; 1896 à Tabriz - 1982 à Téhéran) était un architecte arménien iranien.